# Condado de Keweenaw

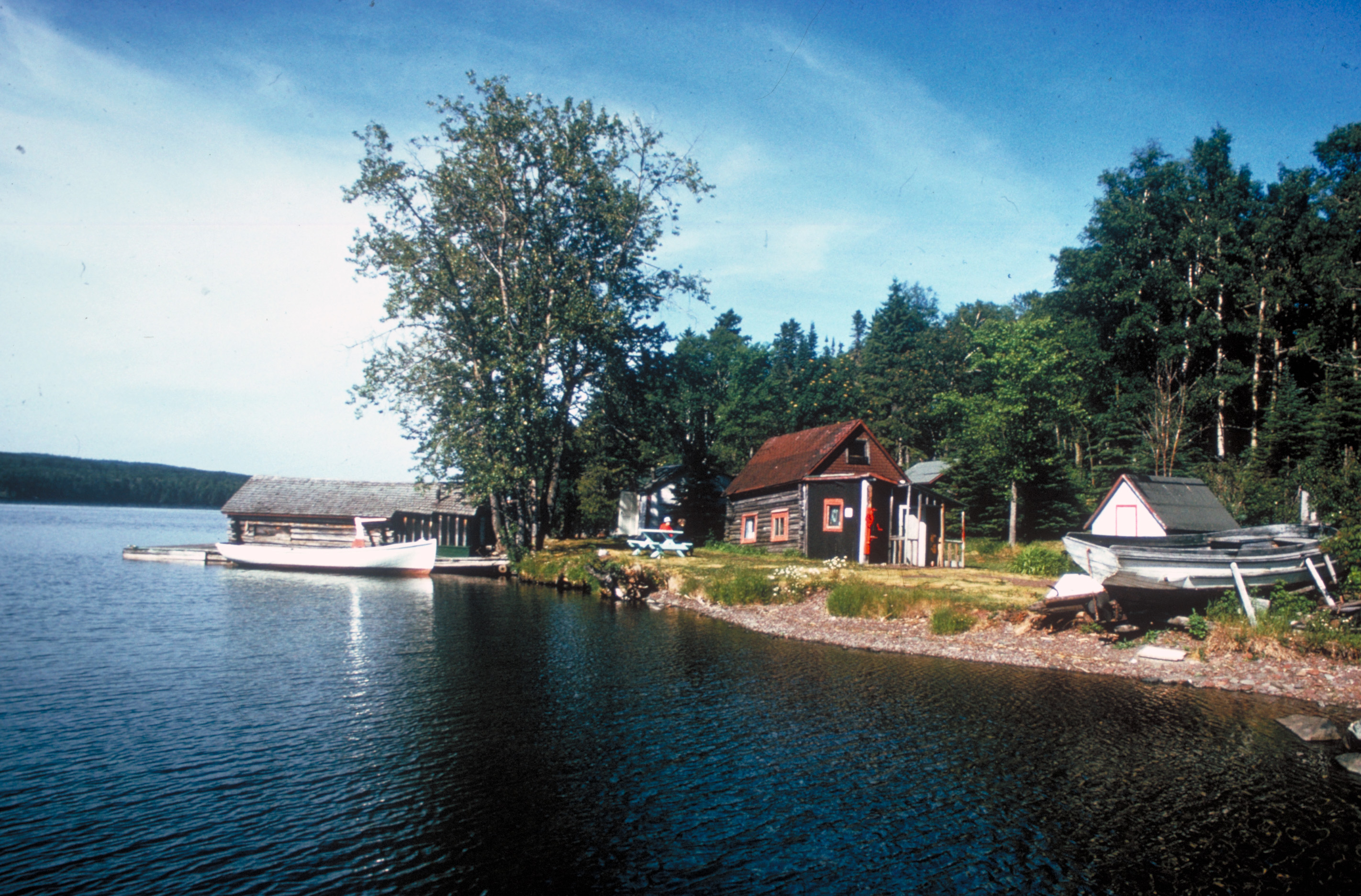
Isla Royale

El condado de Keweenaw (en inglés: Keweenaw County), fundado en 1861, es un condado del estado estadounidense de Míchigan. En el año 2000 tenía una población de 2.031 habitantes con una densidad de población de 1,64 personas por km². La sede del condado es Eagle River.

## Geografía
Según la oficina del censo el condado tiene una superficie total de 15 452 km² (5966,0 mi²), de los que 1401 km² (540,9 mi²) son tierra y 14 051 km² (5425,1 mi²) (90,99%) son agua. Tiene orillas en el lago Superior y tiene la jurisdicción sobre la isla Royale.

## Condados adyacentes
- Condado de Houghton - sur

### Principales carreteras y autopistas
- U.S. Autopista 41
- Carretera estatal 26

### Espacios protegidos
En este condado se encuentra parte del parque histórico nacional de Keweenaw y el parque nacional de la isla Royale. 

## Demografía
Según el censo del 2000 la renta per cápita media de los habitantes del condado era de 28.140 dólares y el ingreso medio de una familia era de 36.758 dólares. En el año 2000 los hombres tenían unos ingresos anuales 27.165 dólares frente a los 21.667 dólares que percibían las mujeres. El ingreso por habitante era de 16.769 dólares y alrededor de un 12,70% de la población estaba bajo el umbral de pobreza nacional.

## Lugares

### Villas
- Ahmeek

### Lugares designados del censo
- Copper Harbor
- Eagle Harbor
- Eagle River

### Comunidades no incorporadas
- Hebards
- Gay
- Johns
- Lac La Belle
- Mandan
- Phillipsville
- Phoenix

### Municipios
- Municipio de Allouez
- Municipio de Eagle Harbor
- Municipio de Grant
- Municipio de Houghton
- Municipio de Sherman